# Генслер, Иван Семёнович
Ива́н Семёнович Ге́нслер (Гензлер, 1820 — после 26 февраля 1873) — русский писатель.

## Биография
Происходил из семьи обрусевших немцев. Учился в Медико-хирургической академии города Санкт-Петербурга (ныне Военно-медицинская академия имени С. М. Кирова), где приобрёл профессию ветеринарного врача.
На литературном поприще впервые выступил в 1860 году, опубликовав в журнале «Библиотека для чтения» очерк «Гаваньские чиновники в домашнем быту». Очерк и последовавшие за ним рассказы имели большой успех.

## Основные произведения
- «Гаваньские чиновники в домашнем быту» (1860) (текст на новой версии портала Национальной Электронной Библиотеки)
- «Куллерберг: из жизни петербургских немцев» (1862)
- «Биография кота Василия Ивановича, рассказанная им самим» (1863)
- «Юмористические рассказы» (1864)
- «Плач зайца» (1872)

## Образ российского чиновничества

### «Деревня чиновников»
Книга И. С. Генслера «Гаваньские чиновники в домашнем быту» содержит описание Гавани, одного из районов Петербурга на западной оконечности Васильевского острова, населённого чиновниками столичных государственных учреждений. Такой вид на Гавань открывался с борта парохода, шедшего из Петербурга в Кронштадт:
«Маленькая петровских времён деревянная церковь, с коричневым куполом и деревянной решетчатой оградой, правее церкви увидите пошатнувшиеся заборы, купы деревьев, гряды. Длинные заборы, за которыми видны сады и огороды… Гаваньский житель обзавёлся там, кроме лачужки, и садом, и огородом, и хлевом, и сараем, и живностью».
 И. С. Генслер подчёркивает замкнутость Гавани, её отличие, даже оторванность от остального города. В его описании перед читателем предстаёт типичная русская деревня, но сходство оказывается только внешним. За покосившимися заборами, в бревенчатых избах живут чиновники, чья повседневная деятельность не может иметь ничего общего с сельской жизнью, чей образ во многом противоположен образу крестьянина. Ко всему прочему, эта чиновничья деревня располагалась в семи верстах от Дворцовой площади. И. С. Генслер, описывая Гавань, сталкивает два культурных стереотипа: образ столичного чиновника и сельского жителя. В его интерпретации эти образы сливаются.

### Домашний быт чиновника
И. С. Генслер приглашает читателя пройти внутрь чиновничьего дома. Оценка общего состояний, однако, не изменяется: 
«Всё в Гавани дышит ветхостью, покривилось и пошатнулось… Богатство, роскошь, искусство, утончённая промышленность, мануфактуры и вообще всё, чем ослепляют собою Невский проспект, Морская, Вознесенская и Гороховая, не заглядывали сюда».
. Утварь, мебель, вообще предметы домашнего обихода будто бы взяты из описаний быта русских селений XVII века: помещения заставлены лоханями, кадками, посуда из обожжённой глины, чаще покрытая сколотой эмалью, покрытые домотканым покрывалом полати. Даже хозяйки, в нескольких верстах от центра столицы, носят салопы. Если следовать наблюдениям автора, то петербургский чиновник того времени каждый день, отправляясь на службу и возвращаясь с неё, перемещался из одной социокультурной среды в принципиально другую. Из министерских канцелярий, расположенных на «ослепляющих утончённостью» больших улицах столицы, чиновник возвращался к своим «грядам и лоханям». Чиновник, описываемый И. С. Генслером, в отношении организации домашнего быта даже не походит на горожанина, тем более жителя европейской столицы. Но именно эти люди составляют движущую силу государственной машины, осуществляют текущую административную работу, принятие решений на определённом уровне. В таком случае их социальный статус сильнейшим образом контрастировал с бытовыми условиями.

### Противоречия
Автор в том числе приводит факты, заставляющие засомневаться в их подлинности. Возможно, автор только преувеличил некоторые данные в художественных целях, для усиления литературного эффекта. Так, к примеру, автор утверждает, что в Гавани около 500 домов, в каждом из которых размещается по несколько семей. При этом «там почти все мужчины — чиновники, все женщины — чиновницы». Это следовало бы признать явным преувеличением. По данным исследователей Б. Н. Миронова, Н. А. Рубакина и П. А. Зайончковского, в середине XIX века, когда и был написан рассказ, в Российской империи служило 82,3 тысяч чиновников. Причём даже на конец века, по данным Всероссийской переписи населения, женщин-чиновниц было в 10 раз меньше, чем мужчин-чиновников. Это при несравненно более высоком уровне эмансипации, чем на год создания рассказа. Получается, что в Гавани должны были проживать чуть ли ни все российские женщины, состоящие на действительной государственной службе.

### Восприятие чиновничеством
Рассказы И. С. Генслера нередко публиковались на страницах профессиональной периодической печати российского чиновничества, прежде всего в журнале «Спутник чиновника». В начале XX в. чиновники пожалуй впервые обратились к рассмотрению проблем, стоящих перед ними как особой социальной и профессиональной группой. Рассказы И. С. Генслера служили яркой иллюстрацией и подтверждением тому, что обсуждалось профессиональными изданиями чиновников.